# Wolfgang Musculus

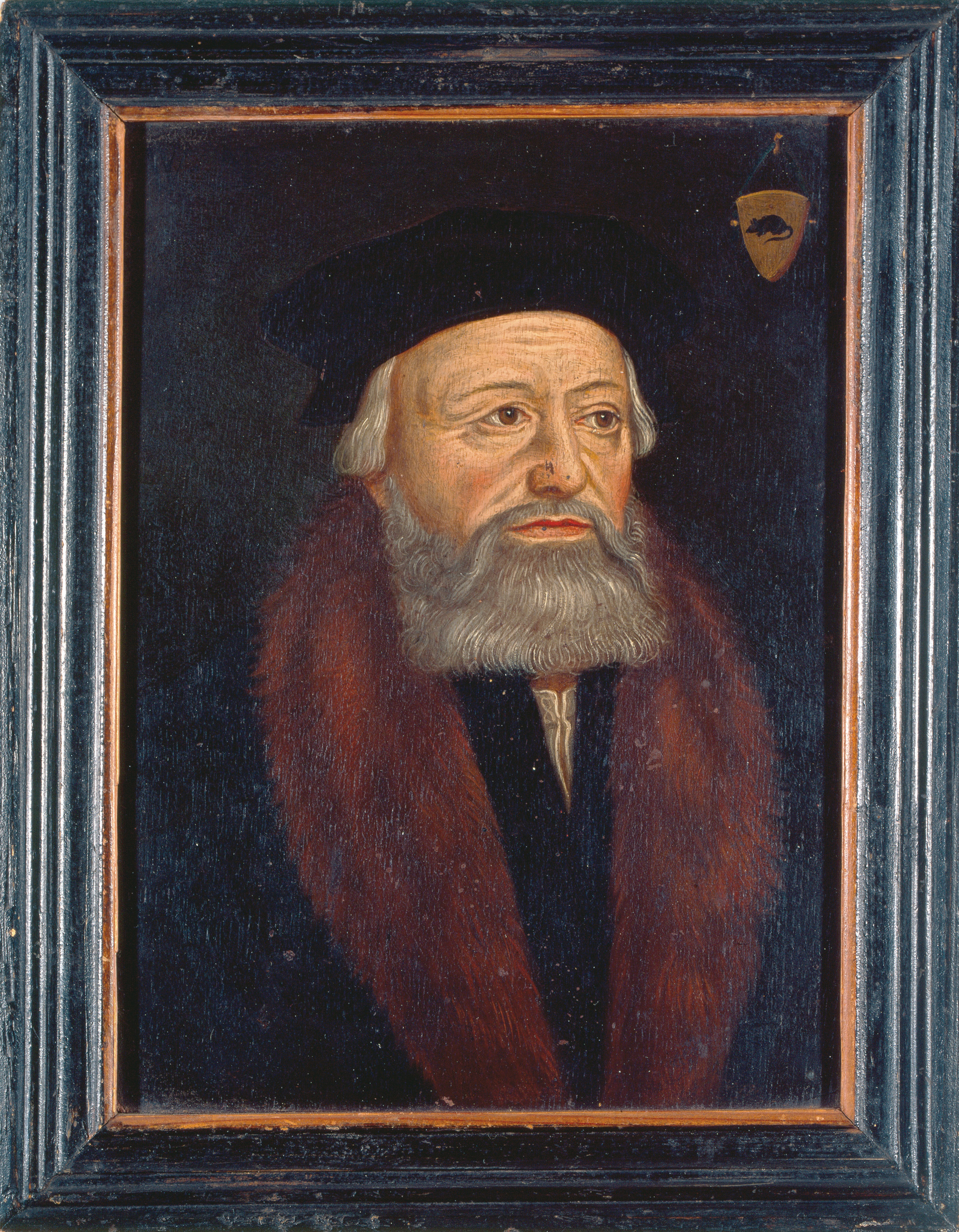
Porträt des Wolfgang Musculus (1497–1563), Öl auf Holz (16. Jahrhundert)

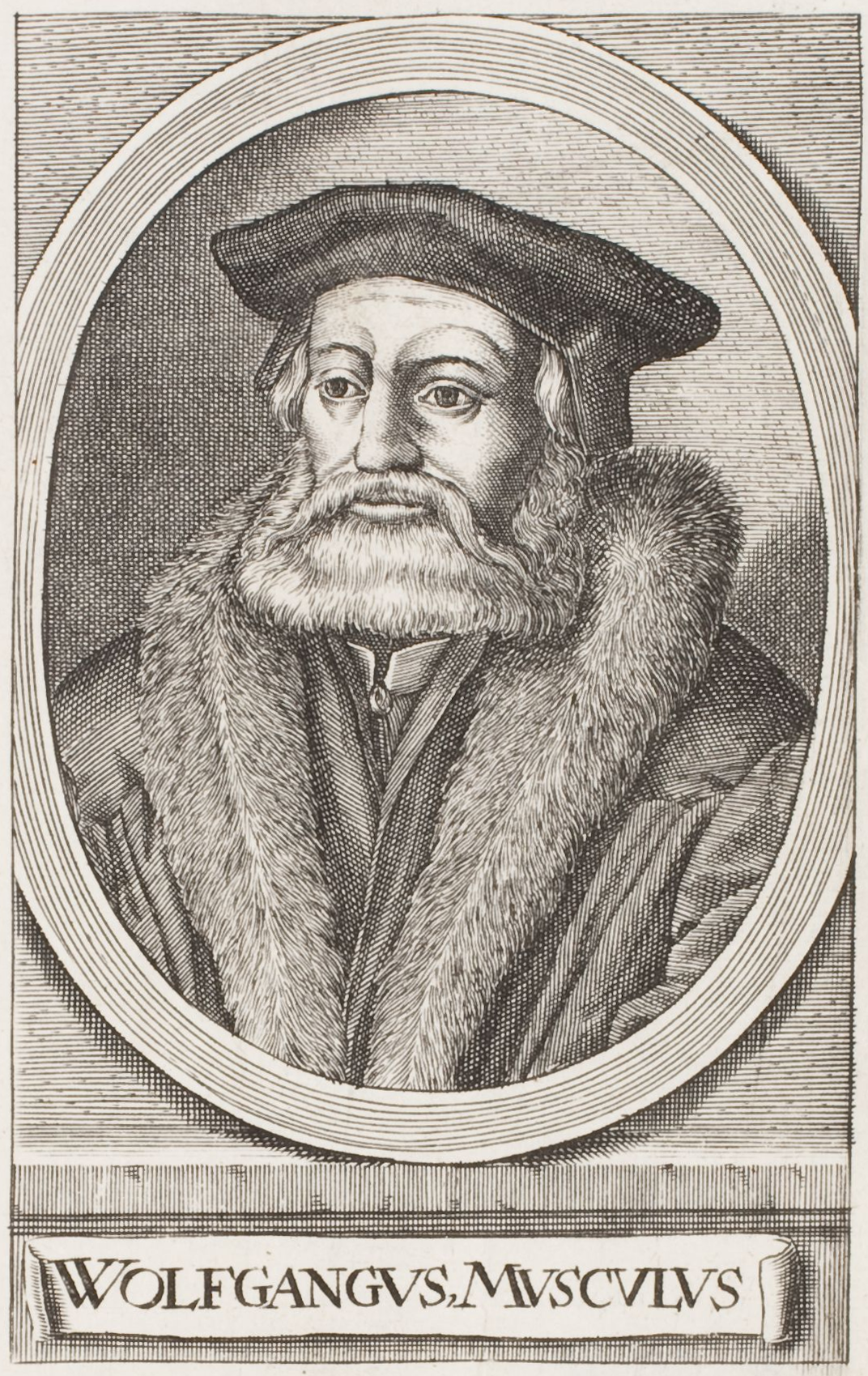
Wolfgang Musculus

Wolfgang Musculus, eigentlich Müslin, auch Mäuslin oder Meuslin (* 8. September 1497 in Dieuze (Duß), Lothringen; † 30. August 1563 in Bern, Alte Eidgenossenschaft), war ein benediktinischer Mönch, ein reformierter Theologe und bedeutender Reformator der zweiten Generation.

## Leben und Wirken
Musculus – lat. „Mäuslein“, ein Humanistenname – war der Sohn des Küfers Anton Mäuslin und der Angela Sartori. Er besuchte in Rappoltsweiler, Colmar und Schlettstadt die dortigen renommierten Humanistenschulen. 1512 trat er in das Benediktinerkloster von Lixheim in Deutschlothringen ein, wo er seine Kenntnisse der lateinischen Klassiker vertiefte, ferner sich intensiv mit Theologie, Musik und Orgelspiel befasste. Eine Wende stellte für den Mönch die Auseinandersetzung mit den Schriften von Martin Luther dar, die er ab 1518 las. Als ‚lutherischer Mönch‘ sowie beliebter und bekannter Prediger blieb Wolfgang Musculus noch zehn Jahre im Kloster Lixheim, wo er unter dem Schutz des Klostervogts Reinhard von Rotenburg stand und Prior werden sollte. Als er gewählt wurde, verließ er das Kloster 1527 und übersiedelte nach Straßburg, wo er die Magd Margaretha Barth am 26. Dezember heiratete, die eine Nichte des bisherigen Priors war. Mit ihr hatte er neun Kinder, sechs Söhne gingen in den Berner Kirchendienst, darunter auch Abraham Musculus (1534–1591), der die Chronik des Johannes Haller fortführte und 1586 am Religionsgespräch von Mömpelgard teilnahm. Zu seinen Enkelkindern gehörte unter anderem der spätere Geistliche und Schriftsteller Johann Rudolf Rebmann.
Zuerst betätigte er sich in der Stadt Straßburg wenige Monate als Weberlehrling, doch dann überwarf er sich mit seinem täuferischen Meister. So wurde er 1528 an der Seite von Matthäus Zell Diaconus am Straßburger Münster. Dort begegnete er auch dem berühmten Reformator Martin Bucer, dessen Student und Sekretär er wurde, und mit dem er lebenslang in freundschaftlicher Verbindung stand. Gleichzeitig wurde er bis 1530 als Prediger nach Dorlisheim und Dossenheim gesandt, um die reformatorische Glaubenslehre zu verkündigen und einzuführen, und lernte in Strassburg Griechisch und Hebräisch, um seine theologische Grundausbildung zu ergänzen.
1531 wurde er auf Empfehlung der Reformatoren Martin Bucer, Wolfgang Capito und des Bürgermeisters Jakob Sturm nach Augsburg als Nachfolger von Urbanus Rhegius berufen.
Hier verhalf er durch praktisches Handeln und Entwicklung grundlegender theoretischer Positionen als Prediger in Hl. Kreuz bzw. im Dom, Theologe und Teilnehmer an wichtigen Gesandtschaften in zentraler Position der Reformation... zum Durchbruch.
In Augsburg war er am Aufbau des evangelischen Kirchenwesens beteiligt, und er unterzeichnete mit seinem Pfarrkollegen Bonifacius Wolfhart im Auftrag des Augsburger Rats am 29. Mai 1536 die Wittenberger Konkordie. Er nahm 1540 und 1541 an den Religionsgesprächen von Worms und Regensburg teil. Dort hielt er zwei Predigten, er war an der Verfassung der Protokolle und Berichte beteiligt und stand in regem Briefwechsel mit dem führenden Reformator Philipp Melanchton. Er konnte 1544 im nahegelegenen Donauwörth vorübergehend die Reformation einführen. Nach 17-jähriger Wirksamkeit verließ er am 26. Juni unter scharfem Protest die Stadt wegen der Einführung des umstrittenen Augsburger Interims. Eine teilweise dramatische Flucht führte ihn zu seinem Verleger Herwagen nach Basel, dann nach Konstanz, zu Joachim Vadian in St. Gallen und nach Zürich, wo er vorübergehend bei Heinrich Bullinger und Konrad Pellikan Aufnahme fand. 
Im Februar 1549 reiste er nach Bern, wo er eine Professur für Theologie an der Hohen Schule erhielt. Neben dem Unterricht schrieb er Bibelkommentare zu vielen biblischen Büchern wie dem Matthäusevangelium (1544), Johannesevangelium (1543), Psalmen (1550), Genesis (1554), Römerbrief (1555), Jesaja (1557), Korinther- (1559), Galater-, Epheser- (1561), Philipper-, Kolosser-, Thessalonicher- und 1. Timotheusbrief (Reihenfolge nach Abfassungszeit). Die meisten Kommentare wurden nach seinem Tod veröffentlicht. Er übersetzte weiterhin Texte griechischer Kirchenväter wie Basilius der Grosse ins Lateinische. Aufgrund seiner Erfahrungen in Augsburg hielt er sich weitgehend aus innerprotestantischen Streitigkeiten heraus, weil er die Aufgabe für Pastoren auf Lehre, Gottesdienst und Seelsorge beschränken wollte. In seinem dogmatischen Hauptwerk Loci communes, das 1560 bei Herwagen in Basel publiziert wurde, vertrat er vor allem eine reformierte Bundestheologie und Abendmahlslehre. Dieses Werk fand eine größere Beachtung und wurde ins Französische und Englische übersetzt.

## Werke
- Loci communes in usus sacrae theologiae candidatorum parati. Hervagiana, Basel 1560.
- Synopsis festivalium concionum authore W. M. Dusano. ejusdem vita, obitus, erudita carmina, numquam antehac edita, Basel 1595.